# Agamyxis
Agamyxis – rodzaj słodkowodnych ryb sumokształtnych z rodziny kirysowatych (Doradidae).

## Występowanie
Ameryka Południowa.

## Klasyfikacja
Gatunki zaliczane do tego rodzaju:
- Agamyxis albomaculatus
- Agamyxis pectinifrons – kirys grzebykoczelny[4]

Gatunkiem typowym jest Doras pectinifrons (A. pectinifrons).